# 懷特維爾鎮區 (阿肯色州傑佛遜縣)
懷特維爾鎮區（英語：Whiteville Township）是位於美國阿肯色州傑佛遜縣的一個行政鎮區。

## 地方資料
懷特維爾鎮區的面積為90.73平方千米，當中陸地面積為90.15平方千米，而水域面積為0.58平方千米。根據2010年美國人口普查的數據，當地共有人口2050人，而人口密度為每平方千米22.59人。